# Universität des Nordens Heiliger Thomas von Aquin
Die Universität des Nordens Heiliger Thomas von Aquin (span.: Universidad del Norte Santo Tomás de Aquino), kurz UNSTA, ist eine Katholische Universität mit Hauptsitz in San Miguel de Tucumán in der argentinischen Provinz Tucumán.
1949 wurden erste Ausbildungskurse in thomasianischer Philosophie im Kloster von Santo Domingo angeboten. 1956 wurde das Instituto Universitario Santo Tomás de Aquino (IUSTA) gegründet, das 1959 der HC Académico de la Universidad de Católica de Córdoba unterstellt wurde. Am 6. August 1965 wurde die heutige Universidad del Norte Santo Tomás de Aquino (UNSTA) gegründet.
Die Leitung der Universität liegt bei dem Orden der Dominikaner.

## Fakultäten
- Wirtschaftswissenschaften und Management
- Rechts-, Politik- und Sozialwissenschaften
- Ingenieurwissenschaften
- Geisteswissenschaften
- Gesundheitswissenschaften
- Humanistisch-christliche Bildung
- Katholische Theologie und Philosophie (Hochschule der Dominikaner)